# Dale Lee
Dale Lee (15 luglio 1991) è un ex calciatore montserratiano, di ruolo centrocampista.

## Carriera

### Club
Ha giocato nella prima divisione gallese.

### Nazionale
Tra il 2011 ed il 2012 ha giocato complessivamente 5 partite con la nazionale di Montserrat.